# Laŭrynavičy (Baranavický rajón)
Laŭrynavičy (bělorusky Лаўрынавічы, rusky Лавриновичи) je osada v Baranavickém rajónu Brestské oblasti. Spadá pod správu Krošynského selsovětu. Nachází se 9 km severovýchodně od města Baranavičy, poblíž evropské silnice E30 ve směru na Ňasviž, asi 100 km jihozápadně od Minsku. V roce 2005 měla osada 220 obyvatel a 84 stavení.

## Historie
Podle sčítání lidu z roku 1897 se obec nacházela pod správou Daraŭské volosti Navahrudského povětu Minské gubernie. Od roku 1921 se nacházela na území Polska v Daraŭské gmině Baranavického povětu Navahrudského vojvodství.
Od roku 1939 byla součástí BSSR. Od 15. ledna 1940 byla pod správou Navamyšského rajónu Baranavické, od 8. ledna 1954 Brestské oblasti, od 8. dubna 1957 byla pod správou Baranavického rajónu. Od 16. července 1954 do 22. března 1962 byla osada centrem selsovětu (obecní, vesnické rady).
Během Velké vlastenecké války od konce června 1941 do 8. července 1944 byla osada pod okupací německých fašistických vojsk. Na válečné frontě zahynuli 2 rodáci právě osady Laŭrynavičy. V roce 1972 zde působila střední škola, klub, knihovna, zdravotnické a porodní centrum, poštovní úřad a obchod.
Do 26. června 2013 byla osada pod správou Kaŭpěnického selsovětu.

## Demografie
19. století
- 1897 — 50 domů, 279 obyvatel

20. století
- 1921 — 20 domů, 87 obyvatel
- 1959 — 140 obyvatel
- 1970 — 193 obyvatel
- 1972 — 55 domů, 171 obyvatel
- 1998 — 65 domů, 209 obyvatel
- 1999 — 221 obyvatel

21. století
- 2005 — 220 obyvatel, 84 stavení
- 2010 — 306 obyvatel